# لا ویزیتاسیون-دو-لیل-دوپاس، کبک
لا ویزیتاسیون-دو-لیل-دوپاس (به فرانسوی: La Visitation-de-l'Île-Dupas) شهری در منطقه شهری دوتره ناحیه لانودییر در استان کبک کانادا است. در سرشماری سال ۲۰۱۱ این شهر ۵۹۷ نفر جمعیت داشته‌است و مساحت آن ۲۴٫۸۶ کیلومتر مربع است.